# Cuatlamayán
Cuatlamayán är en ort i Mexiko.   Den ligger i kommunen Tancanhuitz och delstaten San Luis Potosí, i den centrala delen av landet, 240 km norr om huvudstaden Mexico City. Cuatlamayán ligger 170 meter över havet och antalet invånare är 419.
Terrängen runt Cuatlamayán är lite kuperad. Runt Cuatlamayán är det ganska tätbefolkat, med 124 invånare per kvadratkilometer. Närmaste större samhälle är Tancanhuitz de Santos, 3,3 km väster om Cuatlamayán. I omgivningarna runt Cuatlamayán växer huvudsakligen savannskog.